# Inside Out: A Personal History of Pink Floyd
Inside Out: A Personal History of Pink Floyd é um livro de Nick Mason a respeito da banda britânica de rock Pink Floyd, publicado em 7 de outubro de 2004, no Reino Unido. A obra é a primeira e única escrita por um integrante do grupo. Mason - o único membro da banda que esteve em todas as formações - abrange toda a carreira do Floyd, a partir dos anos 60, a psicodelia, a influência de Syd Barrett, o sucesso nos anos 70 até os dias atuais, através das crises e divisões ocorridas na década de 1980.
A partir de 2005, uma nova versão de bolso estava disponível, incluindo uma seção atualizada sobre a reunião da banda no Live 8. A segunda edição em capa dura do livro foi lançada, mencionando a morte de Barrett, em 2006. A terceira edição em capa dura foi lançada em 2011, mencionando a morte do tecladista Richard Wright.
Há também uma, uma versão em CD triplo resumida, lida por Mason.